# Golden Hind
La Golden Hind (o Golden Hinde) (it. "Cerva d'oro") fu un galeone inglese, più noto per la sua circumnavigazione del pianeta tra il 1577 e il 1580, capitanato da Sir Francis Drake. Era inizialmente conosciuto col nome di Pelican, ma fu più tardi ribattezzato da Drake, a metà del suo viaggio nel 1577 e al momento di passare per lo Stretto di Magellano, col nome di Golden Hind per rendere omaggio al suo patrono, Sir Christopher Hatton, il cui emblema di famiglia aveva una cerva dorata. Hatton fu uno dei principali sponsor di Drake per il suo viaggio intorno al mondo.

## Storia
Nel 1577 Sir Francis Drake fu prescelto come comandante di una spedizione che si proponeva di navigare intorno al Sud America  attraverso lo Stretto di Magellano e di esplorare le coste di quel continente. La spedizione era personalmente sostenuta da Elisabetta I d'Inghilterra, che si proponeva anche - e Drake ebbe per questo l'approvazione ufficiale di Elisabetta che egli avrebbe potuto conseguire per sé e la Corona benefici e vantaggi personali - di arrecare il massimo nocumento possibile agli spagnoli. 
Tutto ciò in vista di una guerra con la Spagna che in effetti scoppiò nel 1585. Prima di far vela Drake ebbe un incontro confidenziale con la regina per la prima volta ed ella gli disse: «Saremmo lieti di vendicarci del Re di Spagna per varie offese che abbiamo ricevuto». L'obiettivo esplicito era quello di «scoprire posti idonei per aver commerci». Drake, tuttavia, dedicò il suo viaggio alla pirateria, senza ricevere richiami ufficiali dall'Inghilterra. Fece quindi vela in dicembre con cinque piccoli navigli, equipaggiati da meno di 200 uomini, e raggiunse la costa brasiliana nella primavera del 1578. La sua ammiraglia, il Pelican, che Drake chiamò più tardi Golden Hind, stazzava solo 100 tonn. all'incirca classificandosi come uno dei nuovi galeoni appositamente costruiti dagli inglesi per la guerra di corsa.
Il 1º marzo 1579 la Golden Hind catturò il galeone spagnolo Nuestra Señora de la Concepción che aveva a bordo il più cospicuo tesoro fino ad allora depredato: più di 360.000 pesos. Per trasferire a bordo le sei tonnellate di tesoro ci vollero sei giorni. Come conseguenza Drake fece vela verso nord, probabilmente verso la baia di San Francisco, chiamando questi territori 'Nova Albion' (Nuova Albione) e riprendendo la navigazione il 23 luglio. Lasciò quindi nuovamente l'Oceano Pacifico passando per il Capo di Buona Speranza il 18 giugno 1580 ed era al largo della Sierra Leone il 22 luglio. Il 26 settembre 1580 Drake entrò nel porto di Plymouth con solo 56 uomini d'equipaggio degli iniziali 100. 
Malgrado le proteste spagnole sulla sua conduzione piratesca della crociera, la regina Elisabetta I salì sulla Golden Hind, all'ancora a Deptford, sull'estuario del Tamigi e lo creò cavaliere..

## Repliche della nave

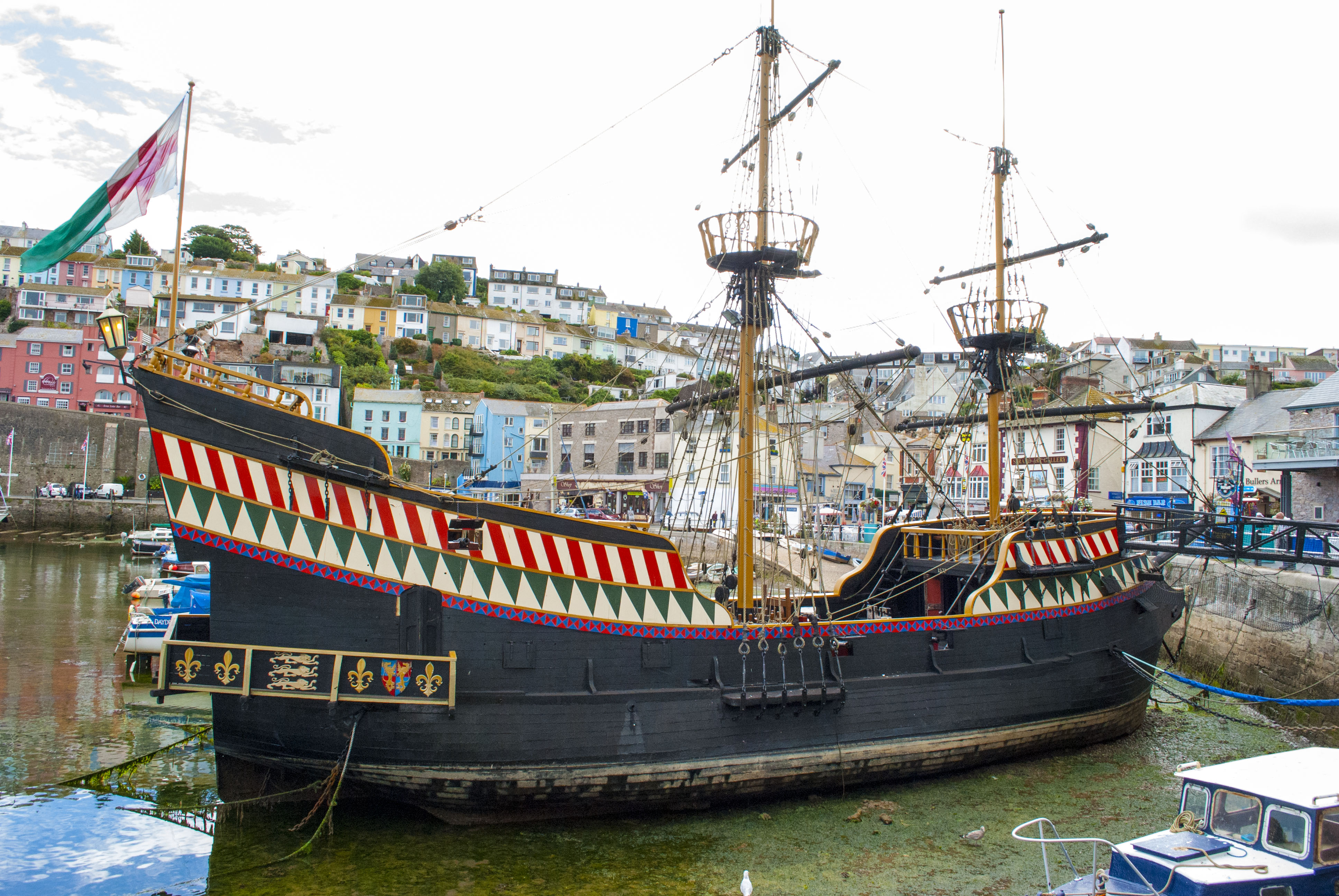
Replica situata a Brixham

Una replica a grandezza naturale della nave, ugualmente chiamata Golden Hinde, è stata costruita con i tradizionali strumenti dell'artigianato navale ad Appledore, North Devon e varata nel 1973. Ha effettuato viaggi per più di 225.000 chilometri (140.000 miglia nautiche): una distanza uguale al quintuplo alla circumnavigazione del globo.
Come il suo originale ha peraltro effettuato in un'unica soluzione il giro della Terra. Ha fatto vela per la prima volta nel 1973, da San Francisco, per commemorare la pretesa avanzata da Sir Francis Drake sulla California in nome della regina Elisabetta I. Nel 1979-1980, ha percorso l'identica rotta di Drake intorno al mondo. Nel 1981-1984, gettò l'ancora in Gran Bretagna e funzionò come museo scolastico. Nel 1984-1985, circumnavigò le Isole Britanniche e fece quindi vela alla volta del Mar dei Caraibi. 
Nel 1986 navigò attraverso il Canale di Panama per raggiungere il Canada in occasione della Fiera Internazionale di Vancouver. Nel 1987 iniziò il periplo degli Stati Uniti d'America, visitando i porti dello Stato di Washington, dell'Oregon e della California. Nel 1988 tornò attraverso lo stesso Canale, partendo dalla California fino al Texas. Nel 1989 visitò i porti del Golfo del Messico. 
Nel 1990-1991 visitò la costa atlantica degli USA. Nel 1992 tornò a circumnavigare il Regno Unito. Fu immortalata in tre film: Swashbuckler (1976), Shōgun - Il signore della guerra (1979) e Drake's Venture (1980). Dal 1996 è attraccata al molo St Mary Overie sulla Cathedral Street, a Bankside, Southwark, Londra, fra la cattedrale di Southwark e Clink Street. Accoglie visitatori delle scuole e consente ai ragazzi di vestirsi come l'equipaggio dell'epoca Tudor e di ascoltare dal vivo lezioni sulla storia navale di allora elisabettiana.
Una seconda è stata permanentemente ormeggiata all'interno del porto di Brixham, nel Devon fin dal 1963.

## Citazioni letterarie
La Golden Hind viene citata dallo scrittore polacco-britannico Joseph Conrad nel noto racconto Cuore di tenebra: "La Golden Hind, come gioiello sfavillante nella notte del tempo, tornava con i fianchi rotondi colmi di tesori, per ricevere la visita di Sua Maestà la Regina e uscire così dalla sua saga gigantesca" (Milano, Universale Economica Feltrinelli, 2018, p.7).